# Luchthaven Chamdo Bangda
De luchthaven Chamdo Bangda (Chinees: 昌都邦达机场) is het op één na hoogstgelegen vliegveld ter wereld gelegen in de prefectuur Chamdo in het oosten van de Tibetaanse Autonome Regio. Het vliegveld ligt op 4.334 meter hoogte en heeft de langste publiek gebruikte landingsbaan ter wereld: 5.500 meter. Alleen de luchthaven Daocheng Yading in het arrondissement Daocheng, in het zuidwesten van de Chinese provincie Sichuan die op 16 september 2013 geopend werd, ligt met een hoogte van 4.411 meter nog hoger.
Door de lage luchtdichtheid op deze hoogte hebben vliegtuigen een langere startbaan nodig om voldoende snelheid op te bouwen.
Het vliegveld werd op 22 oktober 1994 geopend.

## Luchtvaartmaatschappijen en Bestemmingen
- Air China - Chengdu en Lhasa